# Aonidia echinata
Aonidia echinata är en insektsart som beskrevs av Green 1905. Aonidia echinata ingår i släktet Aonidia och familjen pansarsköldlöss.
Artens utbredningsområde är Sri Lanka. Inga underarter finns listade i Catalogue of Life.